# Llaç amb boles

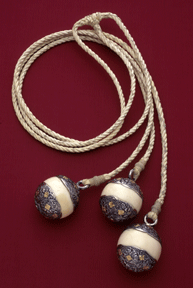
Llaç amb boles.

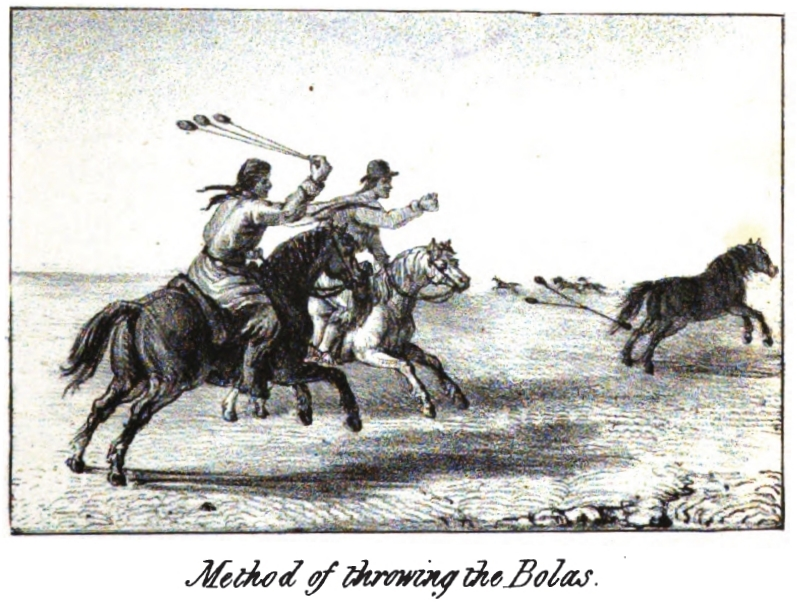
Method of throwing the Bolas,.

Una llaç amb boles (boleadora en castellà, nom que va rebre fins al segle xix) és una arma creada pels indígenes de la Patagònia i les Pampes, adoptada i modificada pels gautxos al Con Sud. Té entre dues i tres boles, pedres molt dures polides en forma esfèrica o rarament eriçades. El diàmetre de cadascuna de les boles sol ser d'uns 10 cm el llaç amb boles de combat o de caça major.
S'han trobat boles en jaciments de cinc mil anys d'antigüitat. Algunes de les més comunes són la ñanduncera o avestrucera, abans conegudes com a chumé o tálakgáp'n pels tehueltxes.
El llaç amb boles ha passat a ser un element coreogràfic per a balls folklòrics gautxescos, especialment per al malambo a l'Argentina. En aquests casos s'agiten amb gran destresa, fent diverses figures, entorn dels cossos dels ballarins i a vegades s'arriben a usar com a instruments de percussió.